# Пйотровець (Свентокшиське воєводство)
Пйотровець (пол. Piotrowiec) — село в Польщі, у гміні Лопушно Келецького повіту Свентокшиського воєводства.
Населення — 474 особи (2011).
У 1975-1998 роках село належало до Келецького воєводства.

## Демографія
Демографічна структура на день 31 березня 2011 року:
|          | Загалом | Допрацездатний вік | Працездатний вік | Постпрацездатний вік |
| -------- | ------- | ------------------ | ---------------- | -------------------- |
| Чоловіки | 241     | 64                 | 162              | 15                   |
| Жінки    | 233     | 48                 | 136              | 49                   |
| Разом    | 474     | 112                | 298              | 64                   |